# Огюст Лауфер
Огюст Лауфер (фр. Auguste Laufer; 18 березня 1861, Ла Сарраз — 1 червня 1918, Морж) — швейцарський композитор.

## Біографія
З 1872 року займався фортепіано під керівництвом  Карла Ешман-Дюмюра. З 1881 року почав викладати сам в Інституті музики в Лозанні (надалі — Лозаннська консерваторія).
Основна праця Лауфера — збірка протестантських пісень «Псалми та гімни» (фр. Psaumes et Cantiques), над яким він працював з 1900 року; це зібрання було опубліковано посмертно в 1926 році Лауфер написав також ряд інших пісень і вокальних творів релігійного характеру. Окремо опублікована його доповідь «Музика і мораль» (фр. La Musique et la Morale; Невшатель, 1905).
Серед учнів Лауфера був Анрі Ган'єбен.